# Consumentengids
De Consumentengids is het grootste tijdschrift van de Consumentenbond met onafhankelijke test- en aankoopinformatie. Het blad wordt maandelijks verspreid onder de leden. De eerste editie verscheen in 1953.
Consumentengids Online is het exclusieve ledengedeelte op de website van de Consumentenbond waar alle online testresultaten te vinden zijn.
Naast deze uitgaven worden nog vijf "spin-offs" uitgegeven sinds enige jaren die dieper ingaan op een deelgebied: de Reisgids (reizen en vrije tijd), de Gezondgids (voeding en gezondheid, voorheen Nieuwsbrief Gezond), de Geldgids (geldzaken, belastingen, beleggingen), de Digitaalgids (computers, internet, software/hardware, voorheen de Digitale Consument) en Beste Koop voor je kind.